# Kloster Maria Trost (Koblenz)
Das Kloster Maria Trost ist ein ehemaliges Kloster in der Gemarkung von Kesselheim, eines heutigen Stadtteils von Koblenz. 

## Geschichte
Im Jahr 1734 erwarb der Trierer Kurfürst Franz Georg von Schönborn Ländereien des Marienfelder Hofs in der Gemarkung Kesselheim. In der Zeit von 1748 bis 1752 ließ er dort nach den Plänen von Balthasar Neumann und unter der Bauleitung von Johannes Seiz eine Sommerresidenz, das Schloss Schönbornslust,  errichten, die nach 42 glanzvollen Jahren am 23. Oktober 1794 von französischen Revolutionstruppen verwüstet wurde. Ein Teil der Gebäude blieb unversehrt und wurde bis Februar 1795 als Lazarett genutzt. Danach wurde das gesamte Anwesen enteignet und 1805 zum Kauf angeboten. Der neue Eigentümer ließ bis auf wenige Nebengebäude abreißen, was von dem Barockschloss geblieben war, und verkaufte die Steine als Baumaterial. 
1888 erwarben die Schwestern vom Guten Hirten einen ersten Teil des Besitzes und gründeten das Kloster, das später „Maria Trost“ genannt wurde. Ziel des Klosters war die Unterbringung und Ausbildung junger Mädchen aus sozial schwierigen Verhältnissen, aber auch solche, die durch Prostitution oder anderes „unsittliches“ Verhalten aufgefallen waren, wobei die strengen Moralvorstellungen der Zeit zu berücksichtigen sind. Unter anderem war auch Rosemarie Nitribitt 1952 vorübergehend im Kloster Maria Trost.
Eine an die besondere Aufgabe des Klosters angepasste architektonische Besonderheit war die Kirche, bei der vier Schiffe im Winkel auf den Chor zuliefen, sodass die in Klausur lebenden Schwestern des Klosters, die in der Betreuung der Heimbewohnerinnen tätigen Schwestern, die Heimbewohnerinnen selbst und Besucher von außerhalb räumlich getrennt dem Gottesdienst beiwohnen konnten. Die Kirche und die Klosterbauten waren von dem Koblenzer Architekten Heinrich Beyerle entworfen worden und bestanden aus Klinkern. 
Bis in die 1970er-Jahre war „Maria Trost“ Schule und Heim für Mädchen und Frauen. Nach Auflösung des Heimbetriebes verkaufte der Orden das Anwesen an die Stadt Koblenz. Die Gebäude einschließlich Kirche wurden am 25. August 1988 nach Verfall bis auf wenige Teile gesprengt, insbesondere die Vernichtung der in Rheinland-Pfalz einzigartigen Kirche ist bedauerlich.
Heute sind auf dem Gelände des ehemaligen Klosters verschiedene Unternehmen angesiedelt. Die zwei von der Sprengung verschonten Gebäude werden als Büro-Gebäude genutzt und erhalten. Ebenso ist der Klosterwald als geschützter Bereich erhalten und steht den Beschäftigten der Unternehmen für Erholung und Sport zur Verfügung.
An das Kloster erinnert die Straßenbezeichnung „Maria Trost“.